# Circonscription de la Creuse
La circonscription de la Creuse est, depuis 2012, l'unique circonscription législative française que compte le département de la Creuse (23) situé en région Nouvelle-Aquitaine. Ses limites épousent celles du département. Elle regroupe les précédentes première et deuxième circonscriptions.
Avec la Lozère, la Creuse est l'un des deux départements métropolitains à ne compter qu'une seule circonscription.

## Description géographique et démographique
La circonscription de la Creuse est délimitée par le découpage électoral de 2010, en vigueur à compter des élections législatives françaises de 2012. Elle comprend l'ensemble des 15 cantons du département.

## Historique des députations
| Législature | Début de mandat | Fin de mandat | Député               | Parti politique | Parti politique | Observation |
| ----------- | --------------- | ------------- | -------------------- | --------------- | --------------- | --- |
| XIVe        | 20 juin 2012    | 20 juin 2017  | Michel Vergnier      |                 | PS              | Maire de Guéret (1998-2020) Président de la CA du Grand Guéret (2009-2014) Ancien député de la 1re circonscription de la Creuse (1997-2012) |
| XVe         | 21 juin 2017    | 21 juin 2022  | Jean-Baptiste Moreau |                 | LREM            | Conseiller municipal de Montaigut-le-Blanc (2020-)                                                                                          |
| XVIe        | 22 juin 2022    | 9 juin 2024   | Catherine Couturier  |                 | LFI             | Mandat écourté à la suite d'une dissolution parlementaire décidée par Emmanuel Macron.                                                      |
| XVIIe       | 8 juillet 2024  | en cours      | Bartolomé Lenoir     |                 | UDR             | |

## Historique des élections

### Élections de 2012
| Candidat       | Candidat                      | Parti            | Premier tour | Premier tour | Second tour | Second tour |  |
| Candidat       | Candidat                      | Parti            | Voix         | %            | Voix        | %           |  |
| -------------- | ----------------------------- | ---------------- | ------------ | ------------ | ----------- | ----------- |  |
|                | Michel Vergnier sortant réélu | PS               | 27 235       | 44,41        | 35 464      | 57,55       |  |
|                | Jean Auclair sortant          | UMP              | 20 726       | 33,80        | 26 157      | 42,45       |  |
|                | Martial Maume                 | FN (RBM)         | 4 692        | 7,65         |             |             |  |
|                | Marie-Hélène Pouget-Chauvat   | PCF (FG) (NPA)   | 4 600        | 7,50         |             |             |  |
|                | Patrick Aïta                  | CpF-DIV (MoDem), | 1 510        | 2,46         |             |             |  |
|                | Baptiste François             | EÉLV             | 1 424        | 2,32         |             |             |  |
|                | Cédric Bessuand               | DLR              | 447          | 0,73         |             |             |  |
|                | Félix Crespo                  | AÉI              | 363          | 0,59         |             |             |  |
|                | Roger Gorizzutti              | LO               | 329          | 0,54         |             |             |  |
|                |                               |                  |              |              |             |             |  |
| Inscrits       | Inscrits                      | Inscrits         | 96 749       | 100,00       | 96 734      | 100,00      |  |
| Abstentions    | Abstentions                   | Abstentions      | 34 260       | 35,41        | 32 516      | 33,61       |  |
| Votants        | Votants                       | Votants          | 62 489       | 64,59        | 64 218      | 66,39       |  |
| Blancs et nuls | Blancs et nuls                | Blancs et nuls   | 1 163        | 1,86         | 2 597       | 4,04        |  |
| Exprimés       | Exprimés                      | Exprimés         | 61 326       | 98,14        | 61 621      | 95,96       |  |

La suppléante de Michel Vergnier était Martine Laporte, maire de Vidaillat.

### Élections de 2017
|                                                                  |                                                                                | Premier tour 11 juin 2017 | Premier tour 11 juin 2017 | Second tour 18 juin 2017 | Second tour 18 juin 2017 |
|                                                                  |                                                                                |                           |                           |                          |                          |
|                                                                  |                                                                                | Nombre                    | % des inscrits            | Nombre                   | % des inscrits           |
| Inscrits                                                         | Inscrits                                                                       | 92 991                    | 100,00                    | 93 001                   | 100,00                   |
| Abstentions                                                      | Abstentions                                                                    | 41 723                    | 44,87                     | 48 027                   | 51,64                    |
| Votants                                                          | Votants                                                                        | 51 268                    | 55,13                     | 44 974                   | 48,36                    |
|                                                                  |                                                                                |                           | % des votants             |                          | % des votants            |
| Bulletins blancs                                                 | Bulletins blancs                                                               | 1 090                     | 2,13                      | 4 434                    | 9,86                     |
| Bulletins nuls                                                   | Bulletins nuls                                                                 | 460                       | 0,90                      | 3 303                    | 7,34                     |
| Suffrages exprimés                                               | Suffrages exprimés                                                             | 49 718                    | 96,98                     | 37 237                   | 82,80                    |
|                                                                  |                                                                                |                           |                           |                          |                          |
| Candidat Étiquette politique (partis et alliances)               | Candidat Étiquette politique (partis et alliances)                             | Voix                      | % des exprimés            | Voix                     | % des exprimés           |
|                                                                  |                                                                                |                           |                           |                          |                          |
|                                                                  | Jean-Baptiste Moreau La République en marche !                                 | 16 500                    | 33,19                     | 21 679                   | 58,22                    |
|                                                                  | Jérémie Sauty Les Républicains (Union des démocrates et indépendants)          | 8 818                     | 17,74                     | 15 558                   | 41,78                    |
|                                                                  | Michel Vergnier (député sortant) Parti socialiste                              | 7 715                     | 15,52                     |                          |                          |
|                                                                  | Laurence Pache La France insoumise                                             | 6 820                     | 13,72                     |                          |                          |
|                                                                  | Martial Maume Front national                                                   | 5 225                     | 10,51                     |                          |                          |
|                                                                  | Claude Guerrier Parti communiste français                                      | 1 406                     | 2,83                      |                          |                          |
|                                                                  | Pierrette Bidon Europe Écologie Les Verts                                      | 1 172                     | 2,36                      |                          |                          |
|                                                                  | Damien Demarigny Debout la France                                              | 716                       | 1,44                      |                          |                          |
|                                                                  | Hervé Guillaumot Divers gauche (Nouvelle Donne)                                | 377                       | 0,76                      |                          |                          |
|                                                                  | Cécile Pinault Écologiste (Mouvement 100 % - Alliance écologiste indépendante) | 375                       | 0,75                      |                          |                          |
|                                                                  | Jean-Jacques Lacarrère Lutte ouvrière                                          | 239                       | 0,48                      |                          |                          |
|                                                                  | Philippe Gombert Divers (Union populaire républicaine)                         | 230                       | 0,46                      |                          |                          |
|                                                                  | Véronique Dubeau-Valade Divers droite (Républicains sociaux)                   | 125                       | 0,25                      |                          |                          |
|                                                                  | Michèle Mounier Divers droite                                                  | 0                         | 0,00                      |                          |                          |
| Source : Ministère de l'Intérieur - Circonscription de la Creuse |                                                                                |                           |                           |                          |                          |

Le suppléant de Jean-Baptiste Moreau était Vincent Turpinat, maire de Jarnages.

### Élections de 2022
| Candidat       | Candidat                     | Parti                    | Premier tour | Premier tour | Second tour | Second tour |  |
| Candidat       | Candidat                     | Parti                    | Voix         | %            | Voix        | %           |  |
| -------------- | ---------------------------- | ------------------------ | ------------ | ------------ | ----------- | ----------- |  |
|                | Catherine Couturier élue     | LFI (NUPES)              | 12 545       | 26,37        | 21 752      | 51,44       |  |
|                | Jean-Baptiste Moreau sortant | LREM (ENS)               | 12 368       | 25,99        | 20 532      | 48,56       |  |
|                | Jean Auclair                 | Divers droite (LR diss.) | 8 383        | 17,62        |             |             |  |
|                | Sylvie Bilde                 | RN                       | 8 118        | 17,06        |             |             |  |
|                | Catherine Defemme            | Divers droite (LR diss.) | 2 429        | 5,10         |             |             |  |
|                | Grégory Giroix               | REC                      | 1 115        | 2,34         |             |             |  |
|                | Françoise Miran              | MÉI                      | 1 061        | 2,23         |             |             |  |
|                | Elisabeth Durengue           | LP                       | 630          | 1,32         |             |             |  |
|                | Catherine Dumon              | LO                       | 630          | 1,32         |             |             |  |
|                | Hélène Josset                | DSV (LPF)                | 223          | 0,47         |             |             |  |
|                | Roubiali Kennedy             | Divers gauche            | 79           | 0,17         |             |             |  |
|                |                              |                          |              |              |             |             |  |
| Inscrits       | Inscrits                     | Inscrits                 | 91 035       | 100,00       | 91 036      | 100,00      |  |
| Abstentions    | Abstentions                  | Abstentions              | 41 508       | 45,6         | 43 094      | 47,34       |  |
| Votants        | Votants                      | Votants                  | 49 527       | 54,4         | 47 942      | 52,66       |  |
| Blancs et nuls | Blancs et nuls               | Blancs et nuls           | 1 946        | 3,93         | 5 658       | 11,8        |  |
| Exprimés       | Exprimés                     | Exprimés                 | 47 581       | 96,07        | 42 284      | 88,2        |  |

Le suppléant de Catherine Couturier était Arnaud Chapal, EELV, conseiller municipal de Basville.

### Élections de 2024
| Candidat                 | Candidat                 | Parti et coalition       | Nuances                  | Premier tour | Premier tour | Second tour | Second tour |
| Candidat                 | Candidat                 | Parti et coalition       | Nuances                  | Voix         | %            | Voix        | %           |
| ------------------------ | ------------------------ | ------------------------ | ------------------------ | ------------ | ------------ | ----------- | ----------- |
|                          | Bartolomé Lenoir         | RÀD (RN)                 | UXD                      | 20 403       | 33,35        | 23 513      | 37,69       |
|                          | Catherine Couturier      | LFI (NFP)                | UG                       | 14 359       | 23,47        | 17 121      | 27,44       |
|                          | Valérie Simonet          | NÉ - LR (UDC)            | DVD                      | 13 536       | 22,12        | 21 757      | 34,87       |
|                          | Jean-Baptiste Moreau     | RE (ENS)                 | ENS                      | 10 670       | 17,44        |             |             |
|                          | Catherine Dumon          | LO                       | EXG                      | 958          | 1,57         |             |             |
|                          | Florence Verheyne Valade | LDF                      | DIV                      | 763          | 1,25         |             |             |
|                          | Ana Pinson               | REC                      | REC                      | 493          | 0,81         |             |             |
|                          |                          |                          |                          |              |              |             |             |
| Votes valides            | Votes valides            | Votes valides            | Votes valides            | 61 182       | 96,26        | 62 391      | 96,58       |
| Votes blancs             | Votes blancs             | Votes blancs             | Votes blancs             | 1 468        | 2,31         | 1 425       | 2,21        |
| Votes nuls               | Votes nuls               | Votes nuls               | Votes nuls               | 907          | 1,43         | 784         | 1,21        |
| Total                    | Total                    | Total                    | Total                    | 63 557       | 100          | 64 600      | 100         |
| Abstention               | Abstention               | Abstention               | Abstention               | 26 423       | 29,37        | 25 353      | 28,18       |
| Inscrits / participation | Inscrits / participation | Inscrits / participation | Inscrits / participation | 89 980       | 70,63        | 89 953      | 71,82       |

La suppléante de Bartolomé Lenoir est Laurianne Walle.